# 黔阳过路黄
黔阳过路黄（学名：Lysimachia sciadophylla）是报春花科珍珠菜属的植物，为中国的特有植物。分布于中国大陆的湖南等地，生长于海拔500米至1,000米的地区，常生长在林缘以及灌丛中，目前尚未由人工引种栽培。